# Martina Růžičková
Martina Růžičková, née le 22 mars 1980 à Roudnice nad Labem, est une coureuse cycliste tchèque. Active durant les années 2000 et 2010, elle est quatre fois  championne de République tchèque sur route. Elle représente la République tchèque lors de la course sur route des Jeux olympiques de 2004.

## Palmarès
- 2004
  -  Championne de République tchèque sur route
- 2006
  - 2e du championnat de République tchèque du contre-la-montre
  - 3e du championnat de République tchèque sur route
- 2007
  -  Championne de République tchèque sur route
  - 2e du championnat de République tchèque du contre-la-montre
- 2008
  -  Championne de République tchèque sur route
  - 2e du championnat de République tchèque du contre-la-montre
- 2009
  -  Championne de République tchèque sur route
  - 2e du championnat de République tchèque du contre-la-montre
  - 3e du Tour de Feminin - O cenu Ceskeho Svycarska
- 2010
  - 2e du championnat de République tchèque du contre-la-montre
  - 2e du championnat de République tchèque sur route
  - 3e du Grand Prix de Chambéry
- 2011
  - 2e du championnat de République tchèque du contre-la-montre
  - 2e du championnat de République tchèque sur route
- 2012
  - 2e du championnat de République tchèque sur route
- 2013
  - Championne de République tchèque de la course aux points
  - 3e du Grand Prix du Salvador
- 2015
  - 3e du championnat de République tchèque du contre-la-montre